# Irideos
IRIDEOS S.p.A. è stata un'azienda italiana di telecomunicazioni.
Fondata nel 2018 dalla trasformazione di MC-link, nel 2024 viene fusa in Retelit.

## Storia
F2i Fondi Italiani per le Infrastrutture, nata nel 2007 su iniziativa di Cassa Depositi e Prestiti, il sistema delle fondazioni bancarie, UniCredit e Intesa Sanpaolo, è una società di gestione del risparmio italiana. È il maggiore gestore indipendente italiano di fondi infrastrutturali, con asset under management per circa 5 miliardi di euro.
Nel 2017 F2i investe nelle telecomunicazioni quando, in consorzio con il fondo Marguerite, acquisisce dapprima Infracom e, successivamente, MC-link, KPNQwest Italia ed Enter, puntando alla creazione di un polo di tecnologie dell'informazione e della comunicazione dedicato alle imprese e alla pubblica amministrazione.
Nell'agosto 2018, dalla fusione delle società nasce Irideos. Il 2 novembre 2020, Irideos incorpora il sesto operatore Clouditalia. Nel 2022 il fondo spagnolo Asterion Industrial Partners ne acquisisce la maggioranza delle azioni.
Il 1º agosto 2024, viene fusa per incorporazione in Retelit Digital Services.

## Settori di attività
- Centro elaborazione dati
- Cloud storage
- Connettività
- Servizi di gestione
- Sicurezza informatica
- Telefonia mobile (con Noitel)
- Telefonia fissa

## Azionisti
- Asterion Industrial Partners - 98%
- Altri - 2%